# スカイジム
スカイジムは、かつて新宿二丁目に存在した有料系発展場である。ラシントンパレス（羅府会館）の最上階10階に1981年頃オープンした。2004年にビルの解体が決まり、スカイジムも撤退・閉店した。因みにラシントンパレスがホテルだった頃、ロラン・バルトやミシェル・フーコーが定宿して二丁目のゲイバー街に繰り出していたことで知られる。

## 店内の特徴
新宿二丁目にあったラシントンパレスというビルの最上階に位置しており、かつてはホテルの回転展望レストランであった場所を改造して開店した。そのため、待合室は、ヤリ部屋にしては珍しく、明るく見晴らしの良い空間であった。

## 入店条件と設備
- 年齢制限なし。
- 服装は、店で用意されたガウンを着用する。
- シャワー室が設置されていた。
- 有料の個室が数個と、二段ベッドの並ぶミックスルーム、迷路が設置されていた。
- 無料個室はなかった。
- 前述のごとく、明るい待合室があり、そこで喫煙や飲食が可能。